# North American XF-108
North American XF-108 Rapier – projektowany w latach 50. XX wieku, amerykański dwumiejscowy (w układzie tandem), naddźwiękowy myśliwiec przechwytujący dalekiego zasięgu o napędzie turboodrzutowym. USAF złożyło zlecenie na jego zaprojektowanie w 1955 roku, anulowano je jeszcze przed ukończeniem prototypu w roku 1959.

## Historia
Opracowanie XF-108 Rapier zleciły 6 października 1955 roku USAF – Siły Powietrzne Stanów Zjednoczonych pod nazwą LRIX (ang. Long-Range Interceptor, Experimental – eksperymentalny myśliwiec przechwytujący). Maszyna miała stanowić alternatywę dla wstrzymanego z przyczyn technicznych projektu Republic XF-103 Thunderwarrior. Samolot miał być przeznaczony do obrony terytorium USA przed radzieckimi bombowcami strategicznymi oraz osłony opracowywanego w tym samym czasie amerykańskiego naddźwiękowego bombowa strategicznego North American XB-70 Valkyrie, jedynego w dotychczasowej historii lotnictwa wojskowego, poza szpiegowskim SR-71 Blackbird, samolotu naddźwiękowego, zdolnego do długotrwałego lotu z prędkością przekraczającą 3-krotną prędkość dźwięku (mach 3).
6 czerwca 1957 roku zlecono opracowanie 2 egzemplarzy prototypowych, które w zakładach North American Aviation otrzymały wewnętrzne oznaczenie NA-257.
NORAD oceniło wstępne zapotrzebowanie na 480 samolotów.
W styczniu 1959 roku przygotowano pierwszą pełnowymiarową makietę, a oblot planowano w marcu 1961 roku. Jednak w połowie 1959 roku, w związku ze zmieniającą się sytuacją polityczną i rodzajem zagrożeń oraz wysokimi kosztami projektu, pojawiły się wątpliwości co do sensu kontynuowania programu. Nowym zagrożeniem, jakie zaczęto dostrzegać ze strony ZSRR był przygotowywany do rozmieszczenia arsenał rakiet międzykontynentalnych, wobec których Rapier stawał się bezużyteczny.
Ostateczna decyzja o zamknięciu projektu zapadła 23 września 1959 roku.
Tym samym jest to jeden z kilku ciekawych projektów lotnictwa wojskowego, prowadzonych w krajach NATO na przełomie lat 50. i 60. XX wieku, które anulowano ze zbliżonych powodów – strategicznych, technicznych bądź politycznych. Jedną z podobnych przyczyn, które podaje się jako uzasadnienie wstrzymania prac w przypadku brytyjskiego bombowca taktycznego BAC TSR-2, kanadyjskiego ponaddźwiękowego myśliwca przechwytującego Avro Canada CF-105 Arrow, XF-108, a później także stratosferycznego bombowca strategicznego North American XB-70 Valkyrie, było przekonanie wielu ekspertów lotniczych, iż użyteczność samolotów załogowych wkrótce drastycznie spadnie z powodu pojawienia się nowego „gracza” – znacznie szybszych i skuteczniejszych w zmasowanym ataku rakietowych pocisków balistycznych.

## Konstrukcja
Projektowany samolot z dużymi skrzydłami w układzie delta ze skosem 58° miał korzystać ze szczytowych osiągnięć technologicznych. Napęd miały stanowić dwa silniki turboodrzutowe General Electric J93-GE-3AR (te same, które zastosowano w XB-70 Valkirie), zasilane paliwem JP-6 z 9 zbiorników w kadłubie i skrzydłach, o łącznej pojemności 26 910 l (7109 galonów), pozwalające na osiągnięcie zakładanej maksymalnej prędkości ok. 3190 km/h, pułapu 24 400 m i zasięgu 4000 km. Przewidywano możliwość tankowania w powietrzu.